# Sigurd Lunde
Sigurd Lunde, född 1874 i Bergen, död 1936, var en norsk arkitekt.
Efter utbildningen i Berlin och en kort vistelse i Ålesund, där han deltog i stadens återuppbyggnad efter 1904 års brand, öppnade han 1906 eget kontor i Bergen. Han var en av de mest produktiva arkitekterna på Vestlandet i början av 1900-talet, med ett stort antal offentliga och kommersiella byggnader såväl som bostäder.